# Tropidomantis
Tropidomantis es un género de mantis  (insectos del orden Mantodea) que cuenta con las siguientes especies. Es originario de Asia.

## Especies
- Tropidomantis gressitti
- Tropidomantis guttatipennis
- Tropidomantis iridipennis
- Tropidomantis tenera
- Tropidomantis yunnanensis